# Justin Mercier
Justin L. Mercier (* 25. Juni 1987 in Erie, Pennsylvania) ist ein ehemaliger US-amerikanischer Eishockeyspieler, der im Verlauf seiner aktiven Karriere zwischen 2005 und 2016 unter anderem über 250 Spiele in der American Hockey League (AHL) auf der Position des Centers bestritten hat. Darüber hinaus verbrachte Mercier eine Spielzeit bei den Grizzly Adams Wolfsburg in der Deutschen Eishockey Liga (DEL) und absolvierte neun Partien für die Colorado Avalanche in der National Hockey League (NHL).

## Karriere
Mercier war zunächst im Förderprogramm des US-amerikanischen Eishockeyverbands USA Hockey aktiv, bevor er im NHL Entry Draft 2005 von der Colorado Avalanche aus der National Hockey League (NHL) in der sechsten Runde an 168. Stelle ausgewählt wurde. Danach verbrachte der Stürmer vier Jahre an der Miami University. Anschließend begann er seine Profikarriere im Jahr 2009, wo er bei der Colorado Avalanche einen Dreijahresvertrag unterzeichnete. In der Saison 2009/10 wurde er überwiegend bei den Lake Erie Monsters in der American Hockey League (AHL), dem Farmteam der Colorado Avalanche, eingesetzt. Für neun Spiele in dieser Saison wurde Mercier in den Kader der Colorado Avalanche berufen, zudem bestritt er 64 Partien für die Lake Erie Monsters. Insgesamt erzielte er in seiner Premierensaison insgesamt 25 Scorerpunkte für beide Teams. In den folgenden zwei Spielzeiten war Mercier hauptsächlich bei den Lake Erie Monsters aktiv, bekam allerdings keine Berufung mehr in den Kader der Colorado Avalanche.
Dem US-Amerikaner wurde für die folgende Spielzeit keine Vertragsverlängerung seitens der Colorado Avalanche angeboten, sodass er als Free Agent knapp zwei Monate nach dem regulären Start der Saison 2012/13 zum Probetraining bei den Grizzly Adams Wolfsburg eingeladen wurde. Dort waren zu dieser Zeit vier etatmäßige Stürmer zum Teil langfristig ausgefallen. Nach dem erfolgreichen Probetraining erhielt Mercier einen Vertrag bis zum Saisonende und debütierte am 31. Oktober für die Grizzly Adams in einem Heimspiel gegen den ERC Ingolstadt. Allerdings konnte Mercier in der Folge nicht die in ihn gesetzten Erwartungen erfüllen – in seinen ersten 31 Spielen für die Grizzly Adams gelangen dem Stürmer nur zwei Tore und drei Vorlagen. Folgerichtig wurde sein Vertrag am Saisonende nicht verlängert.
Nach nur einer Spielzeit kehrte der Angreifer daher in die Vereinigten Staaten zurück, wo er sich zur Saison 2013/14 den Idaho Steelheads aus der ECHL anschloss. Auf Leihbasis kam er ab Januar 2014 auch für die Iowa Wild und Bridgeport Sound Tigers in der AHL zu Einsätzen. Die Spielzeit 2014/15 absolvierte Mercier bei den Toledo Walleye in der ECHL unter Vertrag, bekam aber bei den Rochester Americans wieder Einsätze in der AHL. In der Saison 2015/16 spielte Mercier beim HC Gherdëina in der italienischen Serie A. Nach der Saison beendete der 29-Jährige seine aktive Karriere.

### International
Mit der US-amerikanischen U18-Nationalmannschaft nahm Mercier an der U18-Junioren-Weltmeisterschaft 2005 teil. Dort konnte der Stürmer mit dem US-amerikanischen Team die Goldmedaille gewinnen. In sechs Turnierspielen steuerte er dazu eine Torvorlage bei.

## Erfolge und Auszeichnungen
- 2005 Goldmedaille bei der U18-Junioren-Weltmeisterschaft
- 2006 Mason-Cup-Gewinn mit der Miami University

## Karrierestatistik

### International
Vertrat die USA bei:
- U18-Junioren-Weltmeisterschaft 2005

(Legende zur Spielerstatistik: Sp oder GP = absolvierte Spiele; T oder G = erzielte Tore; V oder A = erzielte Assists; Pkt oder Pts = erzielte Scorerpunkte; SM oder PIM = erhaltene Strafminuten; +/− = Plus/Minus-Bilanz; PP = erzielte Überzahltore; SH = erzielte Unterzahltore; GW = erzielte Siegtore; 1 Play-downs/Relegation; Kursiv: Statistik nicht vollständig)